# Witali Alexandrowitsch Jatschmenjow
Witali Alexandrowitsch Jatschmenjow (russisch Виталий Александрович Ячменёв; * 8. Januar 1975 in Tscheljabinsk, Russische SFSR) ist ein ehemaliger russischer Eishockeyspieler, der seit seinem Karriereende als Trainer arbeitet.

## Karriere
Witali Jatschmenjow begann seine Karriere als Eishockeyspieler in seiner Heimatstadt in der Jugend von HK Traktor Tscheljabinsk, für die er bis 1993 aktiv war. Anschließend wechselte er zu den North Bay Centennials in die kanadische Top-Juniorenliga Ontario Hockey League, die ihn in der ersten Runde des CHL Import Drafts 1993 als insgesamt sechsten Spieler ausgewählt hatten und mit denen er in der Saison 1993/94 den J. Ross Robertson Cup gewann. Daraufhin wurde er im NHL Entry Draft 1994 in der dritten Runde als insgesamt 59. Spieler von den Los Angeles Kings ausgewählt, für die er von 1995 bis 1998 ebenso in der National Hockey League auf dem Eis stand. Zudem war er für deren Farmteams, die Phoenix Roadrunners und Long Beach Ice Dogs in der International Hockey League aktiv. Am 7. Juli 1998 wurde der Russe an die Nashville Predators abgegeben, für die er weitere fünf Jahre in der NHL verbrachte, ehe er im Sommer 2003 von Amur Chabarowsk aus der russischen Superliga unter Vertrag genommen wurde, für die er in der folgenden Spielzeit auflief.
Nachdem Jatschmenjow in der Saison 2004/05 für Ak Bars Kasan auf dem Eis stand, wechselte er zu deren Ligarivalen HK Awangard Omsk, mit dem der Linksschütze in der Saison 2005/06 Vizemeister wurde, wobei er mit seiner Mannschaft im Finale seinem Ex-Klub Ak Bars Kasan unterlag. Im Sommer 2007 wurde der Flügelspieler vom HK Dynamo Moskau verpflichtet, für den er ab der Saison 2008/09 in der neugegründeten Kontinentalen Hockey-Liga spielte und 2008 den Spengler Cup gewann. Die Saison 2010/11 verbrachte er bei seinem Heimatverein HK Traktor Tscheljabinsk in der KHL, ehe er zur Saison 2011/12 von Rubin Tjumen aus der neuen zweiten russischen Spielklasse, der Wysschaja Hockey-Liga, verpflichtet wurde.
Bei Rubin Tjumen beendete er 2013 seine Karriere und wurde Assistenztrainer des Teams. Zwischen 2014 und September 2017 gehörte er dem Trainerstab des HK Traktor an. Anschließend trainierte er eine Juniorenmannschaft in der kanadischen Northern Ontario Junior Hockey League, ehe er zur Saison 2018/19 Assistenztrainer bei Salawat Julajew Ufa wurde. Dort war er bis zum Sommer 2020 tätig.

### International
Für Russland nahm Jatschmenjow an der U18-Junioren-Europameisterschaft 1993 und der Junioren-Weltmeisterschaft 1995 teil, bei denen er mit seiner Mannschaft jeweils den zweiten Platz belegte.

## Erfolge und Auszeichnungen
| - 1994 J.-Ross-Robertson-Cup-Gewinn mit den North Bay Centennials - 1994 OHL All-Rookie-Team - 1994 Emms Family Award - 1994 CHL Rookie of the Year - 1994 Torschützenkönig der OHL | - 1995 William Hanley Trophy - 1995 NHL-Rookie des Monats Oktober - 2006 Russischer Vizemeister mit dem HK Awangard Omsk - 2008 Spengler-Cup-Gewinn mit dem HK Dynamo Moskau |

### International
- 1993 Silbermedaille bei der U18-Junioren-Europameisterschaft
- 1995 Silbermedaille bei der Junioren-Weltmeisterschaft

## Statistik
(Stand: Ende der Saison 2010/11)